# アド・アストラ (映画)
『アド・アストラ』（原題：Ad Astra、「 To the Stars 」のラテン語）は、ジェームズ・グレイ監督による2019年のアメリカ合衆国のエピック・SF・スリラー映画である。プロデューサー兼任のブラッド・ピットの他、トミー・リー・ジョーンズ、ルース・ネッガ、ドナルド・サザーランドが出演する。日本では、20世紀フォックス配給作品は本作が最後になった。

## あらすじ
人類は火星に宇宙基地を建造し、地球外生命体の探査に乗り出している。著名な宇宙飛行士クリフォード・マクブライドの息子であるロイ・マクブライド少佐は、優秀な宇宙飛行士となっていたが、16年前の父の事故死が切っ掛けとなり、他者と適切な関係を築くことができず、妻のイヴとも離婚していた。
ある日、地球は大規模なサージ電流に覆われ、全世界で4万人超の犠牲者が発生する。サージによる軌道施設の爆発事故を生き延びたロイは、アメリカ宇宙軍上層部に極秘に招集される。宇宙軍は、16年前に連絡を絶ち、現在は海王星付近に留まっているらしい地球外生命体探査計画「リマ」で用いられていた反物質装置がサージを引き起こしたものと推定する。リマ計画のリーダーであったクリフォードも生存している可能性が強まり、息子であるロイをクリフォードへのメッセンジャーとする。ロイは監視役であるプルーイット大佐と共に、サージの影響を免れた宇宙軍火星地下基地で、海王星へのレーザー通信を試みることになる。
ロイとプルーイットは、民間機で密かに中継点の月を目指す途中、クリフォードについて話す。プルーイットはかつてクリフォードの同僚であったが、地球外生命体の存在を頑なに信じるクリフォードとは喧嘩別れに近い形に終わっていた。月に到着したロイ達は、宇宙軍の警備の元、陸路で月の裏側にあるロケット発射基地を目指す。国境線が確定しておらず、資源紛争の場と化している月面では国籍不明の略奪団が暴れまわっており、ロイ達も襲撃を受ける。警備にあたったほとんどの兵が死亡し、プルーイットも負傷するが、ロイはかろうじて発射基地にたどり着く。容体が急変したプルーイットは、宇宙軍から告げられた真の任務内容記録――必要であればクリフォードを殺害すること――をロイに託し、宇宙船「ケフェウス」への搭乗を急がせる。火星への道中、ケフェウスはSOSを発信していたノルウェーの実験船の救助を試みるが、船員たちは脱走した実験動物に殺害されており、移乗したケフェウスの船長もその犠牲となる。更に火星への着陸寸前には、またもサージに襲われ、手動着陸を余儀なくされる。
ようやく火星基地にたどり着いたロイは父への通信を繰り返すが、応答はない。最初のうちは軍が用意した原稿を読んでいたロイだが、やがてこらえきれずに自分の言葉で父への想いを伝える。直後、ロイは軍の担当者から不安定な心理状態を指摘され、任務を解かれる。何も教えられずに地球帰還を待つ身となったロイに、火星基地の責任者でありながら蚊帳の外に置かれていたヘレン・ラントスが接触し、ケフェウスには核爆弾が積み込まれており、海王星へ向けての発進が決まったことを伝える。更にヘレンは16年前にクリフォードから送られてきた極秘通信を見せる。ステーションでは長期の宇宙生活で精神を病み、地球帰還を求める者たちの反乱がおこり、クリフォードはヘレンの両親も含めた無実の乗組員を巻き添えにする形で彼らを殺害していた。軍は一連の状況を把握しつつ、対外的な印象のためにリマ計画が音信不通になったと偽っていたのである。ロイはヘレンの手助けで発進直前のケフェウスに無理やり乗り込むが、司令部からロイの排除命令を受けた乗組員たちと争いになり、結果的に彼ら全員を死に追いやってしまう。たった一人で70日を超える航海に臨む羽目になったロイは、これまで拒絶してきた「他人」が存在しない環境の寂しさに悩まされる。
やがてロイは海王星付近のリマ計画宇宙ステーションにたどり着き、唯一の生存者となっていたクリフォードと再会する。サージの発生原因は、最後に地球帰還を試みた一団が暴走させてしまったステーションの反物質装置であると聞く。クリフォードは装置の修理を試みつつ地球外生命体の痕跡を調査し続けていたが、どちらも達成できなかった。リマ計画を失敗という形で終わらせたくないクリフォードは、研究データを回収して地球に帰ろうとするロイの説得を拒否し、1人宇宙空間の彼方へ飛び去る。ロイはステーションを破壊する核爆弾の衝撃波をケフェウスの推進力とし、地球へ帰還する。
かけがえのない存在であった父との決別と、かつて父が辿った孤独な旅の経験は、ロイ自身の心境を大きく変える。自らと父を追い詰めた「他人との繋がりの欠如」を克服するべく、ロイはイヴと再会する。

## キャスト
※括弧内は日本語吹替。
- ロイ・マクブライド: ブラッド・ピット（山寺宏一） - 宇宙飛行士
- H・クリフォード・マクブライド: トミー・リー・ジョーンズ（菅生隆之） - ロイの父。16年前に事故死した。地球外生命体の探求に人生を捧げていた。
- ヘレン・ラントス: ルース・ネッガ（占部房子）
- イヴ・マクブライド: リヴ・タイラー（小林沙苗） - ロイの妻
- トーマス・プルーイット大佐: ドナルド・サザーランド（清川元夢）
- ロレイン・ディーヴァース: キンバリー・エリス（中村綾）
- ドナルド・スタンフォード: ローレン・ディーン（本多新也）
- ローレンス・タナー大尉: ドニー・ケシュウォーズ（英語版）（清水明彦）
- ウィリー・レヴァント: ショーン・ブレイクモア（英語版）（山口太郎）
- フランクリン・ヨシダ: ボビー・ニッシュ（伊藤竜次）
- ヴォーゲル副将軍: リサ・ゲイ・ハミルトン（桜岡あつこ）
- ストラウド准将: ジョン・フィン（川口啓史）
- リヴァス中将: ジョン・オーティス（内田紳一郎）
- チップ・ガーンズ: グレッグ・ブリック（小椋毅）
- ターニャ・ピンカス: ナターシャ・リオン（石井麻美）

## 製作
2016年5月12日、グレイは第69回カンヌ国際映画祭で『Ad Astra』の監督・脚本を務める計画を発表した。
2017年4月、『ロスト・シティZ 失われた黄金都市』のプロモーション中にグレイは『Ad Astra』のストーリーをジョゼフ・コンラッドの『闇の奥』と比較した。また2017年7月17日に撮影開始予定であることを明かした。 
2017年4月10日、グレイはブラッド・ピットの出演を明かした。6月、トミー・リー・ジョーンズが行方不明となったピットのキャラクターの父親役にキャスティングされた。8月、ルース・ネッガ、ジョン・フィン、ドナルド・サザーランド、ジェイミー・ケネディがキャストに加わった。
2017年8月、主要撮影がカリフォルニア州サンタクラリタで始まった。

## 公開
20世紀フォックス配給で2019年1月11日に公開される予定だったが5月24日に延期され、のちに再度延期され同年9月20日全米公開予定となった。
オープニング興収は約1920万ドルで2位デビュー。

## 評価
本作は批評家から好意的に評価されている。映画批評集積サイトのRotten Tomatoesには369件のレビューがあり、批評家の一致した見解は「『アド・アストラ』は広大な宇宙の果てまで視覚的にスリリングな旅をしながら、親子の絆の核心に向けた野心的な道筋を描いている。」となっており、批評家支持率は84%、平均点は10点満点で7.54点となっている。Metacriticには56件のレビューがあり、加重平均値は80/100となっており、好意的な評価を得た。